# Korsspids
De Korsspids is een berg in Nationaal park Noordoost-Groenland in het oosten van Groenland. De berg ligt in de Stauningalpen in het Scoresbyland.
De berg heeft een hoogte van 2751 meter.
Op ongeveer negen kilometer naar het westen ligt de Sefströmgletsjer en op ongeveer zeven kilometer naar het noordwesten de Gullygletsjer.